# Kyoto Broadcasting System
Pour les articles homonymes, voir KBS (homonymie).
Kyoto Broadcasting System ou KBS (株式会社京都放送, Kabushiki-gaisha Kyōto Hōsō, KBS) est une chaîne de télé-achat basée à Kyoto au Japon. La chaîne est divisée en deux parties : l'une est diffusée dans la préfecture de Kyoto sous le nom de « KBS Kyōto » (KBS京都) et l'autre dans la préfecture de Shiga sous le nom de« KBS Shiga » (KBS滋賀).
Une station de radio associée émet aussi à Kyoto et Shiga, et est membre du réseau national de radiodiffusion japonais (National Radio Network (en) ou NRN). 
Depuis le 1er avril 2005, KBS est diffusée sur la télévision numérique sous format ISDB.